# 明法肝要鈔
明法肝要鈔（みょうぼうかんようしょう）は、平安時代後期に書かれた法律書。久安4年（1146年）以後に僧乗恵によって書かれたとされているが、著者制作年代の詳細は不明。
『法曹類林』などの先行の法律書から内容をそのまま抜き出して集成した書とされ、讃岐永直・惟宗直本・中原明兼・小野有隣など平安時代の著名な明法家の学説・明法勘文・勘状などがそのまま引用されている。また、戸婚律や闘訟律の逸文なども引用されている点でも重要である。